# Ailee
Amy Lee, född 30 maj 1989 i Denver, mer känd under artistnamnet Ailee (hangul: 에일리), är en sydkoreansk-amerikansk sångerska.

## Karriär
Ailee föddes i Denver men växte upp i New Jersey. Hon hoppade av universitetet för att satsa på sin musikkarriär och fick först kontrakt med Muzo Entertainment. Hon spelade in sina första låtar med flera andra artister från samma grupp.
Hon flyttade till Sydkorea år 2010. Där fick hon ett kontrakt med YMC entertainment och släppte sin debutsingel "Heaven" den 9 februari 2012. Låten kom att bli en stor hit och i februari 2013 hade den tillhörande musikvideon fler än 5,4 miljoner visningar på Youtube. Samma dag framförde hon "Heaven" i TV-programmet M! Countdown och två dagar senare i TV-programmet Inkigayo. Hon vann priserna "månadens sång" och "månadens nya artist" i februari från Cyworld Digital Music Awards.
Den 11 oktober 2012 var hon värd för ABU Radio Song Festival 2012 tillsammans med Han Seok Joon. Den 16 oktober släppte hon sin andra singel "I'll Show You" samt sin debut-EP Invitation som innehåller sex låtar. Skivan innehåller fem helt nya låtar, "I'll Show You" inkluderat, samt hennes debuthit "Heaven". Den 18 oktober återvände hon till M! Countdown, denna gång med "I'll Show You". Innan året var slut släpptes ytterligare två låtar som singlar. Den första var "Evening Sky" från EP-skivan som gavs ut den 7 december 2012. Samma dag framförde hon den i TV-programmet Music Bank. Runt jul släpptes en ny låt med titeln "My Grown Up Christmas List" som singel.
Både "Heaven" och "I'll Show You" nådde topp-3-placeringar på Gaon Chart. På Gaon Charts lista över de mest sålda digitala singlarna i Sydkorea under hela år 2012 hamnade "Heaven" på plats 9 och "I'll Show You" på plats 32.

## Diskografi

### Album
| Albuminformation                                 | Topplacering          | Topplacering   |
| Albuminformation                                 | Sydkorea (Gaon Chart) | Japan (Oricon) |
| ------------------------------------------------ | --------------------- | -------------- |
| Invitation (EP-skiva) - Släppt: 16 oktober 2012  | 10                    | —              |
| A's Doll House (EP-skiva) - Släppt: 12 juli 2013 | 6                     | —              |
| Magazine (EP-skiva) - Släppt: 25 september 2014  | 6                     | —              |
| Vivid (Studioalbum) - Släppt: 1 oktober 2015     | 7                     | —              |
| A New Empire (EP-skiva) - Släppt: 5 oktober 2016 | 10                    | —              |

### Singlar
| År        | Titel                        | Topplacering          | Topplacering   |
| År        | Titel                        | Sydkorea (Gaon Chart) | Japan (Oricon) |
| Koreanska | Koreanska                    | Koreanska             | Koreanska      |
| --------- | ---------------------------- | --------------------- | -------------- |
| 2012      | "Heaven"                     | 3                     | —              |
| 2012      | "I Will Show You"            | 3                     | —              |
| 2012      | "My Grown Up Christmas List" | 20                    | —              |
| 2013      | "U&I"                        | 1                     | —              |
| 2014      | "Singing Got Better"         | 1                     | —              |
| 2014      | "Don't Touch Me"             | 2                     | —              |
| 2015      | "Johnny"                     | 9                     | —              |
| 2015      | "Mind Your Own Business"     | 6                     | —              |
| 2016      | "If You"                     | 1                     | —              |
| 2016      | "Home" (ft. Yoon Mi-rae)     | 20                    | —              |
| 2017      | "Reminiscing"                | 30                    | —              |
| Japanska  |                              |                       |                |
| 2013      | "Heaven"                     | —                     | 24             |
| 2014      | "U&I"                        | —                     | 110            |
| 2015      | "Sakura"                     | —                     | —              |

### Medverkande singlar
| År   | Titel                                         | Topplacering          | Topplacering   |
| År   | Titel                                         | Sydkorea (Gaon Chart) | Japan (Oricon) |
| ---- | --------------------------------------------- | --------------------- | -------------- |
| 2011 | "The Guys Are Coming" (med Wheesung)          | 4                     | —              |
| 2012 | "Love Again" (med 2BiC)                       | 19                    | —              |
| 2012 | "I Forgot You" (med Joosuc)                   | 56                    | —              |
| 2013 | "Highlight" (med Eru)                         | 40                    | —              |
| 2013 | "Shower of Tears" (med Baechigi)              | 1                     | —              |
| 2013 | "If It Ain't Love" (med Verbal Jint)          | 7                     | —              |
| 2013 | "Wash Away" (med Geeks)                       | 4                     | —              |
| 2013 | "Higher" (med Yiruma)                         | 5                     | —              |
| 2014 | "Love Hurts" (med Pro C)                      | 45                    | —              |
| 2014 | "Beautiful" (med 2000 Won)                    | 25                    | —              |
| 2014 | "Almost Paradise" (med Eric Benét)            | —                     | —              |
| 2014 | "I'm in Love" (med 2LSON)                     | 3                     | —              |
| 2014 | "A Real Man" (med Swings)                     | 3                     | —              |
| 2014 | "Baby, It's Cold Outside" (med Sung Si-kyung) | —                     | —              |
| 2015 | "Nobody Knows" (med Cheetah)                  | 4                     | —              |
| 2015 | "Q&A" (med S.Coups, Woozi & Vernon)           | 58                    | —              |

### Soundtrack
| År   | Titel                                   | Topplacering          | Serie                              |
| År   | Titel                                   | Sydkorea (Gaon Chart) | Serie                              |
| ---- | --------------------------------------- | --------------------- | ---------------------------------- |
| 2011 | "Racing Queen" (med Mighty Mouth)       | 81                    | Racing Queen                       |
| 2012 | "Superstar" (med Hyolyn & Jiyeon)       | 11                    | Dream High 2                       |
| 2012 | "Love Note"                             | 28                    | Full House Take 2                  |
| 2013 | "Ice Flower"                            | 8                     | King of Ambition                   |
| 2013 | "Tears Stole the Heart"                 | 4                     | Secret Love                        |
| 2014 | "Day by Day"                            | 19                    | Triangle                           |
| 2014 | "Goodbye My Love"                       | 14                    | Fated to Love You                  |
| 2015 | "Are You the Same"                      | 15                    | Shine or Go Crazy                  |
| 2016 | "Because It's Love"                     | 14                    | Please Come Back, Mister           |
| 2016 | "I Can't Live Without You" (med Truedy) | —                     | Entertainer                        |
| 2017 | "I Will Go to You Like the First Snow"  | 1                     | Guardian: The Lonely and Great God |